# Eleições gerais no Brasil em 1935
Em 1935 foram escolhidos vinte governadores de estado além de quarenta e dois membros do Senado Federal do Brasil e integrantes das Assembleias Constituintes estaduais. Tambem foram eleitos vereadores da Câmara Municipal do Distrito Federal.

## Governadores eleitos em 1935
As eleições para os governos estaduais foram regidas pela Constituição de 1934 cujo Art. 3º do Ato das Disposições Constitucionais Transitórias determinava que 90 dias após a promulgação da Carta Magna seriam escolhidos os membros da Câmara dos Deputados e das Assembleias Estaduais Constituintes e estas elegeriam o governador do estado e dois senadores, convertendo-se depois no Poder Legislativo estadual.
| Bandeira | Estado              | Sigla | Governadores eleitos em 1935 | Partido | Vice-governador |
| -------- | ------------------- | ----- | ---------------------------- | ------- | --------------- |
|          | Alagoas             | AL    | Osman Loureiro               | PNA     |                 |
|          | Amazonas            | AM    | Álvaro Maia                  | PPA     |                 |
|          | Bahia               | BA    | Juracy Magalhães             | PSD     |                 |
|          | Ceará               | CE    | Menezes Pimentel             | LEC     |                 |
|          | Espírito Santo      | ES    | João Punaro Bley             | PSD     |                 |
|          | Goiás               | GO    | Pedro Ludovico Teixeira      | PSR     |                 |
|          | Maranhão            | MA    | Aquiles Lisboa               | URM     |                 |
|          | Mato Grosso         | MT    | Mário Correia da Costa       | PL      |                 |
|          | Minas Gerais        | MG    | Benedito Valadares           | PP      |                 |
|          | Pará                | PA    | Gama Malcher                 | PLP     |                 |
|          | Paraíba             | PB    | Argemiro Figueiredo          | PP      |                 |
|          | Paraná              | PR    | Manoel Ribas                 | PSD     |                 |
|          | Pernambuco          | PE    | Carlos de Lima Cavalcanti    | PSD     |                 |
|          | Piauí               | PI    | Leônidas Melo                | PRP     |                 |
|          | Rio de Janeiro      | RJ    | Protógenes Guimarães         | PPR     |                 |
|          | Rio Grande do Norte | RN    | Rafael Fernandes             | PP      |                 |
|          | Rio Grande do Sul   | RS    | Flores da Cunha              | PRL     |                 |
|          | Santa Catarina      | SC    | Nereu Ramos                  | PLC     |                 |
|          | São Paulo           | SP    | Armando Sales de Oliveira    | PC      |                 |
|          | Sergipe             | SE    | Erônides de Carvalho         | URS     |                 |

## Senadores eleitos em 1935
A Constituição fixou uma bancada de dois senadores para o Distrito Federal e para cada um dos vinte estados cujos mandatos seriam de oito anos. Metade das cadeiras seriam renovadas a cada quatro anos e para ocupá-las seriam eleitos por voto direto (salvo exceção do Art. 3º ADCT) brasileiros natos maiores de 35 anos.
| Bandeira | Estado              | Sigla | Senadores eleitos em 1935                      | Partido | Quadro de Suplentes |
| -------- | ------------------- | ----- | ---------------------------------------------- | ------- | ------------------- |
|          | Alagoas             | AL    | Costa Rego Góis Monteiro                       | PP PNA  |                     |
|          | Amazonas            | AM    | Alfredo da Mata Leopoldo Tavares da Cunha Melo | UCA PSA |                     |
|          | Bahia               | BA    | Medeiros Neto Pacheco de Oliveira              | PSD     |                     |
|          | Ceará               | CE    | Edgar de Arruda Valdemar Falcão                | PRP LEC |                     |
|          | Distrito Federal    | DF    | Cesário de Melo Jones Rocha                    | PA      |                     |
|          | Espírito Santo      | ES    | Genaro Pinheiro Jerônimo Monteiro Filho        | PP PL   |                     |
|          | Goiás               | GO    | Mário Caiado Nero de Macedo Carvalho           | PSR     |                     |
|          | Maranhão            | MA    | Clodomir Cardoso Genésio Rego                  | URM     |                     |
|          | Mato Grosso         | MT    | João Vilas Boas Vespasiano Martins             | PL PE   |                     |
|          | Minas Gerais        | MG    | Ribeiro Junqueira Valdomiro Magalhães          | PP      |                     |
|          | Pará                | PA    | Abel Chermont Abelardo Conduru                 | PLP     |                     |
|          | Paraíba             | PB    | José Américo de Almeida Veloso Borges          | PP      |                     |
|          | Paraná              | PR    | Antônio Jorge Lima Flávio Guimarães            | PSD     |                     |
|          | Pernambuco          | PE    | José de Sá Tomaz Lobo                          | PSD     |                     |
|          | Piauí               | PI    | José Pires Rebelo Ribeiro Gonçalves            | PRP     |                     |
|          | Rio de Janeiro      | RJ    | Alfredo Backer Macedo Soares                   | PSF PPR |                     |
|          | Rio Grande do Norte | RN    | Eloi de Sousa Joaquim Inácio                   | PP      |                     |
|          | Rio Grande do Sul   | RS    | Flores da Cunha Simões Lopes                   | PRL     |                     |
|          | Santa Catarina      | SC    | Artur Costa Cândido Ramos                      | PLC     |                     |
|          | São Paulo           | SP    | Alcântara Machado Moraes Barros                | PC      |                     |
|          | Sergipe             | SE    | Augusto César Leite Leandro Maciel             | URS PSD |                     |

## Câmara dos Deputados em 1935
Dados a inserir